# Stenodactylus yemenensis
Stenodactylus yemenensis (короткопалий гекон єменський) — вид геконоподібних ящірок родини геконових (Gekkonidae). Мешкає на Аравійському півострові.

## Поширення і екологія
Єменські короткопалі гекони мешкають в пустелі Тігама на крайньому південному заході Саудівської Аравії Об'єднаних Арабських Еміратів та на заході Ємену. Вони живуть в прибережних піщаних пустелях та на дюнах, місцями порослих пальмами та іншою рослинністю. Самиці відкладають 2 яйця. 